# Buso della Rana
Il Buso della Rana è una grotta tra le più estese in Italia. L'ingresso si trova nel comune di Monte di Malo in provincia di Vicenza, presso Contrà Maddalena, lungo la strada che da Monte di Malo porta verso la frazione di Priabona. La temperatura è di circa 12 °C.
Con l'unione con il sovrastante Buso della Pisatela, avvenuta il 17 marzo 2012, l'estensione totale dello sviluppo in proiezione orizzontale raggiunge i 40 km, mentre il dislivello totale è all'incirca di 350 metri. La grotta si sviluppa sotto l'Altopiano del Faedo-Casaron, interessato da evidenti fenomeni carsici.
All'ingresso e nei suoi dintorni si notano calcari nummulitici del Priaboniano a contatto con il basalto. Nei calcari si possono rinvenire diversi fossili, tra cui granchi che vengono estratti dalle rocce presso l'ingresso e denti di squalo che vengono estratti setacciando la sabbia presente sul fondo della grotta. Si rinviene inoltre una ghiaia composta in gran parte da sassi levigati prodotti dall'azione di un paleofiume la cui esistenza rappresenta un problema, essendo in contrasto con le caratteristiche dell'ambiente deposizionale marino durante il Priaboniano.
La grotta è conosciuta da sempre ed è stata una stazione di industria neolitica. La sua prima esplorazione avvenne da parte di abitanti del posto nel 1887. Successivamente sono stati esplorati i vari rami.

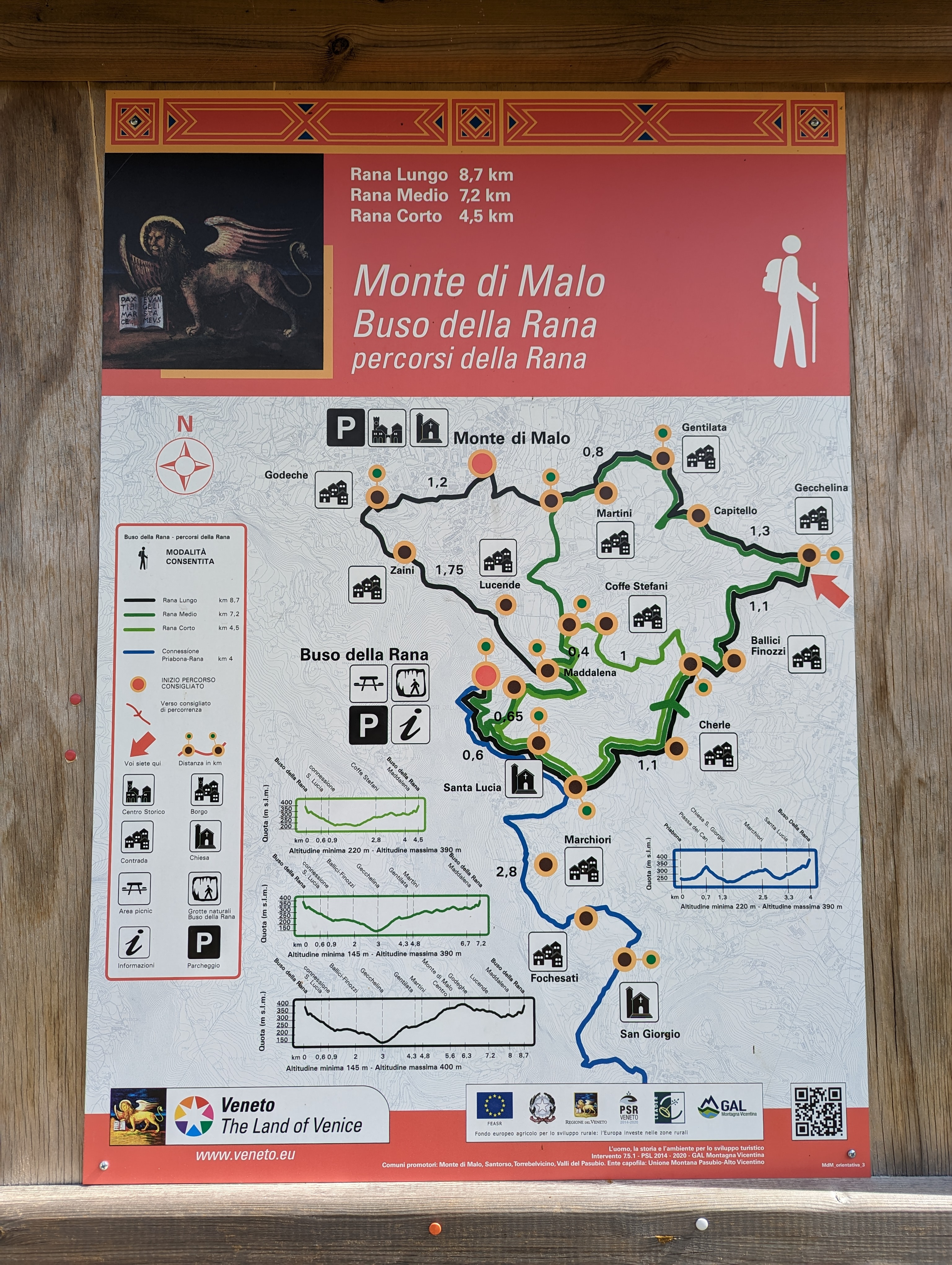
Percorsi della Rana a Monte di Malo

## Collegamenti esterni

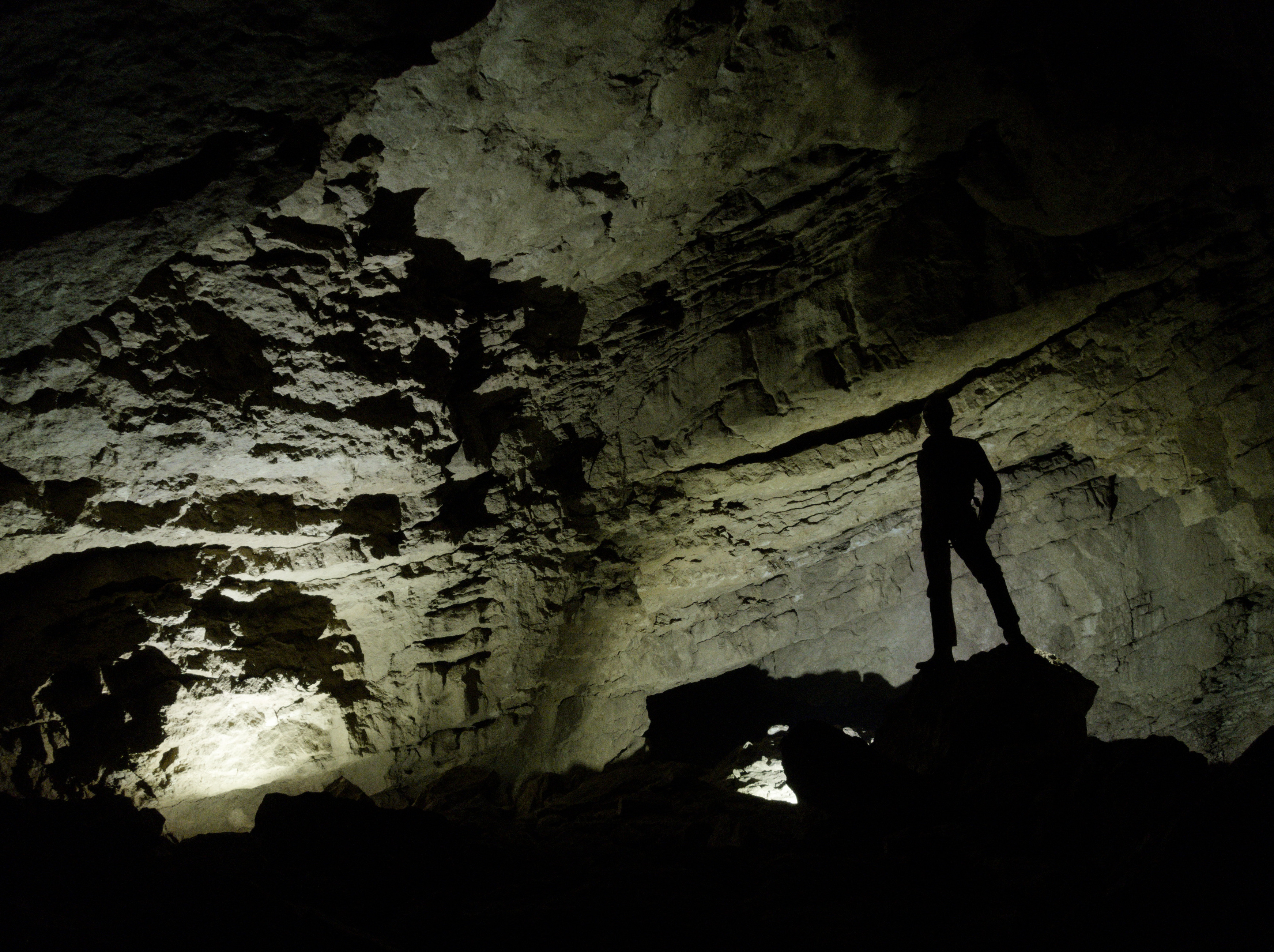
Buso della rana. Foto dal camerone dell'orda in Pissatela